# Federazione pallavolistica delle Maldive
La Federazione maldiviana di pallavolo (eng. Volleyball Association of Maldives, VAM) è un'organizzazione fondata per governare la pratica della pallavolo nelle Maldive.
Organizza il campionato maschile e femminile, e pone sotto la propria egida la nazionale maschile e femminile.
Ha aderito alla FIVB nel 1984.